# François-Pierre Descamps

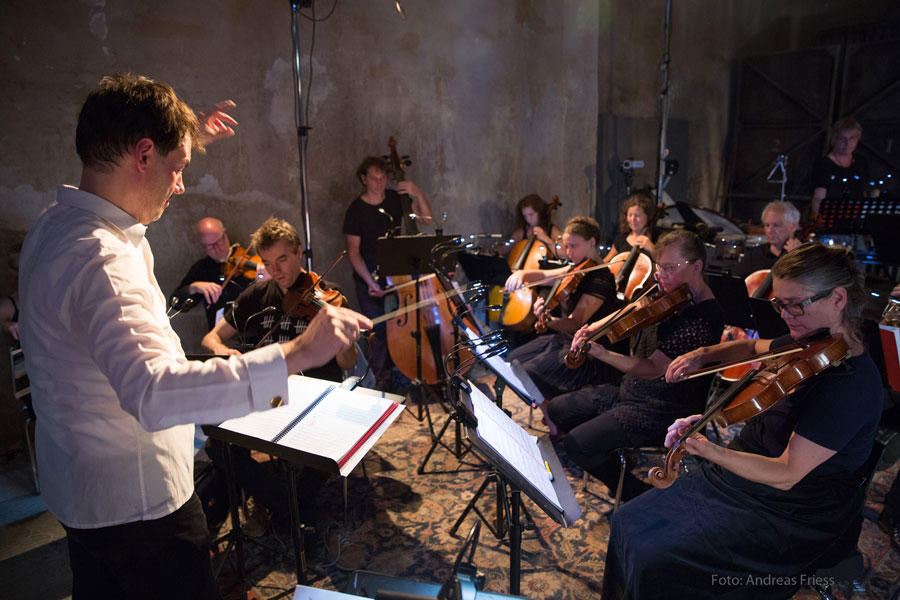
François-Pierre Descamps bei der Uraufführung seiner Kammeroper Jeanne und Gilles

François-Pierre Descamps (* 30. Oktober 1962 in Lille) ist ein französischer Dirigent, Chorleiter und Komponist.

## Werdegang
Descamps absolvierte sein Studium am Conservatoire Paris, wechselte dann aber ab 1989 an die Wiener Musikhochschule. Er erwarb ein Diplom (Magister) in Chor- und Orchesterdirigieren. Als Dirigent war er in Frankreich, Belgien, Spanien, Tschechien, Rumänien, Bulgarien, Japan und Österreich tätig. Von 1996 bis 1997 wirkte er als Kapellmeister bei den Wiener Sängerknaben. Von 2002 bis 2009 war Korrepetitor der Opernschule für Kinder der Wiener Staatsoper. Descamps unterrichtet an der Musikuniversität Mozarteum in Innsbruck und leitet zwei namhafte Wiener Chöre.
Als Komponist schrieb er eine Reihe von Werken für Orchester, Kantaten für Chor a cappella, Lieder, aber auch Opern. Für das sirene Operntheater, mit dem ihn eine langjährige Zusammenarbeit als Dirigent verbindet, schrieb er die Opern Der vergessene Alchimist (2009), Zumurrud (2011) und Jeanne und Gilles (2018). 2023 dirigiert er die Uraufführung von Kurt Schwertsiks Alice in Wonderland im Wiener Odeon.
2022 verlieh ihm der österreichische Bundespräsident den Berufstitel „Professor“.